# Tate Smith
Tate Aaron Smith (Sídney, 18 de noviembre de 1981) es un deportista australiano que compitió en piragüismo en la modalidad de aguas tranquilas.
Participó en dos Juegos Olímpicos de Verano, en los años 2008 y 2012, obteniendo una medalla de plata en Londres 2012, en la prueba de K4 1000 m. Ganó dos medallas en el Campeonato Mundial de Piragüismo, plata en 2011 y bronce en 2013.
En 2014 fue condecorado con la Medalla de la Orden de Australia (OAM).

## Palmarés internacional
| Juegos Olímpicos   | Juegos Olímpicos      | Juegos Olímpicos  | Juegos Olímpicos |
| Año                | Lugar                 | Medalla           | Competición      |
| ------------------ | --------------------- | ----------------- | ---------------- |
| 2012               | Londres (Reino Unido) | Medalla de oro    | K4 1000 m        |
| Campeonato Mundial |                       |                   |                  |
| Año                | Lugar                 | Medalla           | Competición      |
| 2011               | Szeged (Hungría)      | Medalla de plata  | K4 1000 m        |
| 2013               | Duisburgo (Alemania)  | Medalla de bronce | K4 1000 m        |